# 麻城北站
麻城北站，位于中华人民共和国湖北省麻城市经济开发区，是沪蓉铁路合武铁路段上的高铁站，于2009年4月1日启用营运，由武汉局集团麻城车务段管辖。本站属于沪汉蓉高铁上的中等规模车站。

## 歷史
- 2009年4月1日通车启用[2]。

## 車站構造
总建筑面积为5400平方米，站房面积为3962平方米。

## 營運狀況
2012年，前10个月客运量突破49.9万人，实质运输收入人民币3046万元。
2013年12月28日，辟驶至广州高铁的列车班次。
2014年7月1日，沪汉蓉高铁全线贯通，成都、重庆往返上海、南京等城市间的高铁、动车均有停靠此站。

## 車站周邊
- 金通湾客运站
- 麻城吉星旅店

## 外部連結
- 中国铁路客户服务中心（页面存档备份，存于）